# Anthony Wood

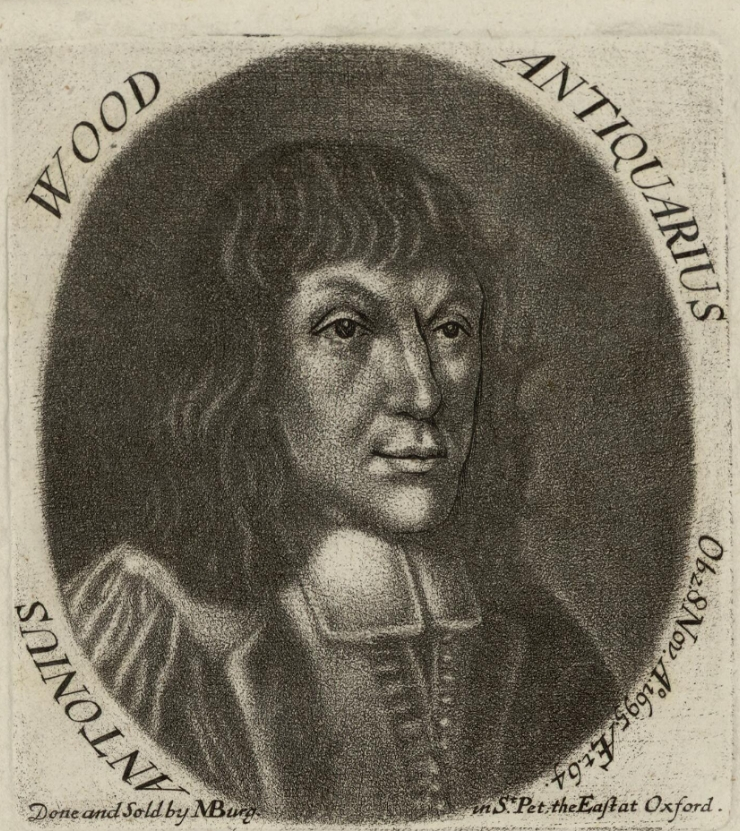
Anthony Wood

Anthony Wood of Anthony à Wood (Oxford, 17 december 1632 – Oxford, 28 november 1695) was een Engels antiquaar en schrijver.
Wood (de à  voegde hij later zelf aan zijn naam toe) werd geboren in een huis dat gelegen was tegenover de toegang van Merton College van de Universiteit van Oxford, waar hij ook overleed. Hij bezocht de middelbare school in Thame en ging in 1647 zelf naar Merton College, waar hij in 1655 zijn M.A. behaalde. Hij was geïnteresseerd in muziek en leerde zichzelf viool spelen. Naast diverse andere bezigheden ging hij zich bezighouden met antiquiteiten, met name waar het de geschiedenis van zijn stad betrof. Hij vond een voorbeeld in het werk 'The Antiquities of Warwickshire' van Sir William Dugdale en vatte het plan op een dergelijk boek te schrijven over Oxfordshire. Hij besteedde enkele jaren aan het verzamelen van materiaal, maar het boek kwam er uiteindelijk niet. Wel publiceerde hij in 1674 een in het Latijn geschreven geschiedenis van de universiteit onder de titel Historia, et antiquitates Universitatis Oxoniensis. Hij herschreef en bewerkte dit vervolgens in het Engels.  The History and Antiquities of the University of Oxford verscheen in 3 delen tussen 1792 en 1796.
In 1691 en 1692 publiceerde Wood Athenae Oxoniensis, een biografisch overzicht van belangrijke inwoners van Oxford over de periode 1500 – 1690. Hierin gaf hij ook zijn persoonlijke mening weer over diverse personen. Hij was een teruggetrokken, dove en verbitterde man, die met veel mensen ruzie had en zich daarbij soms scherp uitliet. Dit leidde tot een incident waarbij hij beschuldigd werd van laster tegen Edward Hyde, de 1ste graaf van Clarendon. Als gevolg hiervan werd hij van de universiteit verbannen. Hij raakte nog meer verbitterd en maakte ruzie met andere antiquaren, waaronder zijn vroegere medewerker John Aubrey. Na zijn dood liet hij zijn papieren, waaronder brieven, dagboeken en een autobiografie, na aan de Ashmolean Library. De autobiografie en dagboeken werden, verzorgd door Andrew Clark, tussen 1891 en 1900 uitgegeven onder de titel The Life and Times of Anthony Wood.
- Biblioteca Nacional de España: XX1493309
- Bibliothèque nationale de France: cb12121025m (data)
- Gemeinsame Normdatei: 124449697
- International Standard Name Identifier: 0000 0001 0871 9376
- Library of Congress Control Number: n85084702
- Nationale Bibliotheek van Israël: 987007280869505171
- Nederlandse Thesaurus van Auteursnamen: 098558137
- Istituto Centrale per il Catalogo Unico: UBOV135036
- SNAC: w6vm49qf
- Système universitaire de documentation: 067061117
- Trove: 1179234
- Virtual International Authority File: 14803186
- WorldCat: E39PBJwCYHrPwwjMfBRc8DwDMP